# Domaine de Fountain
Le domaine de Fountain (en anglais Fountain Estate), appelé initialement habitation de La Grande Montagne, est une ancienne plantation coloniale située près de Basseterre, à Saint-Christophe-et-Niévès. Elle a été fondée au XVIIe siècle lors de l'établissement français dans la colonie de Saint-Christophe. D'abord consacrée à la culture du tabac, la plantation va s'orienter vers celle de la canne à sucre, plus lucrative mais aussi plus demandeuse de main-d’œuvre, majoritairement esclave.

## Localisation
L'habitation se situe sur un morne, à environ 250 mètres d'altitude, à une lieue et demie du bourg de Basseterre, au nord de la rivière Fountain, dans ce qui était la partie française de la ville.

## Historique

### Période coloniale française

#### Habitation d'Esnambuc
Saint-Christophe est la première colonie française aux Antilles. Elle est fondée en 1625, quand le flibustier Pierre Belain d'Esnambuc vient y trouver refuge après une défaite navale. L'île, habitée par les autochtones Caraïbes (Kalinagos), contient alors une présence anglaise depuis un an, ainsi qu'un groupe de huguenots. Belain d'Esnambuc trouve un arrangement avec leur chef, Thomas Warner, pour exterminer ou chasser les autochtones, et se répartir les territoires de l'île. L'année suivante, en 1626, il est nommé gouverneur de la colonie avec la création, par le cardinal de Richelieu, de la Compagnie de Saint-Christophe.
Dans la colonie dont il vient d'obtenir la concession, il s'occupe alors à cultiver du tabac, et à abattre du bois d'acajou.
Entre 1626 et 1628, un navire corsaire français s’empare de deux caravelles contenant 57 morisques et mulâtres, qui sont débarqués à Saint-Christophe. C'est la première introduction d'esclaves connue dans une colonie française. Le commerce avec des navires négriers étrangers, bien qu’illégal, vient d'être toléré par les autorités coloniales. Au début de 1629, la colonie française de Saint-Christophe compterait 500 colons français et 52 Noirs (40 hommes, 12 femmes).
À la mort de Belain d'Esnambuc en 1636, son neveu Jacques Dyel du Parquet, nommé la même année gouverneur de la Martinique à la demande de son oncle, hérite des propriétés.

#### Seigneurie de Philippe de Longvilliers de Poincy

##### Rachat des plantations
En 1638, le commandeur hospitalier Philippe de Longvilliers de Poincy est nommé lieutenant-général des îles d'Amériques par la Compagnie des îles d'Amérique. Trois mois après son arrivée en février 1639 à Saint-Christophe, il rachète à Jacques Dyel du Parquet les anciennes propriétés de Belain d'Esnambuc, situées à une lieue du port de Basseterre, pour 110 000 livres pesant de tabac, substitut de monnaie de l'époque aux Antilles.
Poincy s'empresse aussitôt de lotir une partie de l'habitation de La Grande Montagne et, entre 1639 et 1640, vend une vingtaine de parcelles, ce qui lui rapporte 130 000 livres de pétun, remboursant ainsi tous ses achats initiaux. Sur chaque lot vendu, il impose une rente seigneuriale allant de un à dix cochons et un à cinq chapons par an.

##### Château de La Montagne

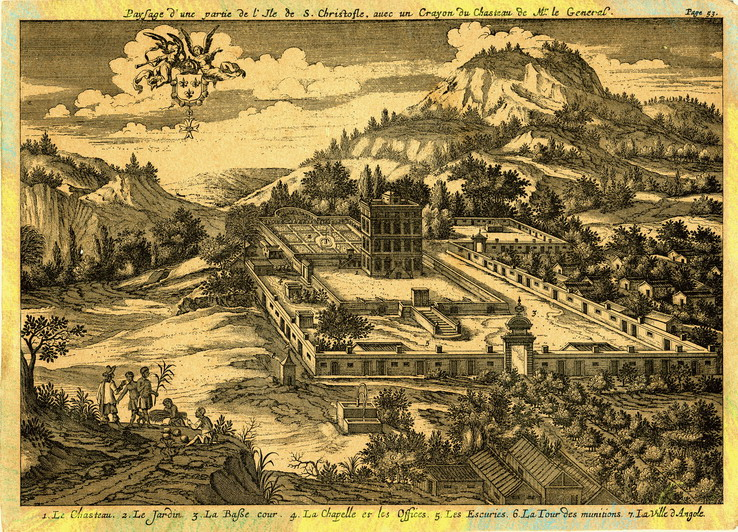
Le château de la Montagne et son habitation agricole, gravure du XVIIe siècle.

Également, bien qu'en tant que chevalier de l'Ordre il ait fait le vœu de pauvreté, il se comporte comme un grand seigneur de l'époque. Aussi, entre 1639 et 1640, il fait construire sur son domaine le « Château de la Montagne ». Ce dernier, véritable petit château de style Renaissance, bâti en briques et pierres sur trois étages, et se terminant par une terrasse à l'italienne, se veut à l'image des auberges construites par les Chevaliers à Malte.
Pour sa construction, il fait appel aux artisans et ouvriers qualifiés qu'il a amenés avec de France, ainsi qu'aux 18 esclaves que lui a laissé le gouverneur précédent René de Béthoulat de La Grange-Fromenteau. L'édifice s'élève au milieu de plusieurs terrasses. Celle au pied du château est relevée et fortifiée de murailles de briques qui dominent des cours plus basses, ceintes d'un rempart et de fossés de tous côtés. Il y a deux jardins à parterre de broderies avec des grottes, des bassins et des réservoirs d'eaux alimentant une fontaine dont la source est une demie-lieue plus haut dans la montagne située à l'ouest. Le corps de logis comporte huit chambres et salles, toutes meublées et décorées de plusieurs tableaux (sujets religieux, cartes marines, vue d'Amsterdam, portraits), une chapelle et des dépendances diverses dont un arsenal, une prison, des sucreries, des vinaigreries, des raffineries, deux moulins, une basse-cour, un pigeonnier et les boutiques du chirurgien, du maréchal ferrant, du menuisier, de l'armurier et du chaudronnier.
Autour de l'habitation s'étendent les champs de canne à sucre, d'indigo, de pétun et de gingembre, que cultivent les esclaves africains. Ces derniers vivent au pied de l'enceinte du château, dans un village de cases surnommé « la ville d'Angole ».

##### Du tabac à la canne à sucre
Confronté à la surproduction de tabac, l'une des premières décisions du gouverneur général de Poincy, le 26 mai 1639, est de signer avec le capitaine Thomas Warner, gouverneur de la partie anglaise de l'île de Saint-Christophe, un décret ordonnant la destruction de tous les plants de tabac, et interdisant d'en planter de nouveaux pendant 18 mois. À la demande de la Compagnie des îles d'Amérique, il va ainsi réorienter l'économie de plantation des colonies françaises, de la production de tabac, vers celle du sucre, beaucoup plus rémunératrice. Pour cela, il est aidé du sieur Raye, frère d'Adam Raye, de Rouen, qui lui propose ses services en 1639, connaissant bien la culture de la canne à sucre après avoir résidé avec les Hollandais à Pernambouc, au Brésil. Raye s'engage alors à acheminer d'Amsterdam, ou de Rouen, un moulin à canne avec tous les outils et équipements nécessaires. Quant aux cannes, apportées par les Espagnols, elles poussaient déjà à l'état sauvage sur l'île.
Au bout de quelques années, la nouvelle culture est bien installée. En 1646, l'habitation de la Grande Montagne dispose déjà de plus de 100 esclaves et 200 « domestiques » (engagés blancs). Vers 1650, la main d'œuvre a augmenté d'un tiers, mais a surtout une nouvelle répartition : 300 esclaves et 100 domestiques, qui approvisionnent trois moulins à canne à sucre. La plantation continue aussi de produire un peu de tabac et de l'indigo.

##### Les Hospitaliers rachètent la colonie puis héritent des propriétés
Convaincu par de Poincy, l'ordre de Saint-Jean de Jérusalem acquiert plusieurs colonies françaises en 1651, au moment de la faillite de la Compagnie des îles d'Amérique. Cette acquisition de Saint-Christophe, Saint-Barthélemy, Saint-Martin et Sainte-Croix, pour 120 000 écus, permet à Poincy de rester sur l'île de Saint-Christophe et d'y être confirmé comme gouverneur avec le titre de bailli.
À sa mort en 1660, le frère hospitalier est sans descendance, ayant fait vœu de chasteté. Également, selon la règle, 80 % de ses biens reviennent à l'Ordre de Malte. Leur inventaire permet d'évaluer la fortune de l'ancien gouverneur. En plus de son château et du mobilier, il laisse plusieurs plantations avec encore 377 esclaves, dont 230 sur l'habitation de La Grande Montagne.
Le frère hospitalier Charles De Sales lui succède comme administrateur. Cependant, en 1665, le contrôleur général des finances du roi Louis XIV, Jean-Baptiste Colbert, commence à revendiquer avec vigueur la propriété des colonies. Comme l’Ordre espère obtenir l’aide du roi de France sur d’autres sujets, il est convenu que les îles sont vendues à la France pour 500 000 livres. Ainsi, le 1er octobre 1665, l'Ordre vend les colonies à la Compagnie française des Indes occidentales. Les paiements s'étalent entre 1668 et 1672.
En 1690, le château de De Poincy fut gravement endommagé par un tremblement de terre.

#### Guerre entre les colons français et anglais
En 1690 et 1697, l'île est entièrement occupée par les Anglais, après en avoir été chassés par les Français en 1689. Pendant ces sept années, la plus grande partie des terres françaises reste en friche, les habitations à l'abandon, et le château de La Montagne est ruiné.
De plus, la colonie française, qui était composée avant la guerre de plus de quatre mille hommes portant les armes, n'en compte pas plus de trois cent cinquante en 1700. Depuis leur expulsion dix ans plus tôt, les familles qui ont été transportées à Saint-Domingue, à la Martinique et à la Guadeloupe, s'y sont établies, et ne paraissent pas disposées à retourner dans une île où la guerre est prête à se rallumer entre les deux nations.

### Colonie britannique puis indépendance
En 1702, sous la pression militaire britannique, les derniers colons français abandonnent la colonie. Une partie de leurs esclaves est forcée de les accompagner, tandis qu'une autre est forcée de travailler pour les nouveaux maîtres britanniques.
À la suite du traité d'Utrecht en 1713, la Grande-Bretagne obtient officiellement l'île de Saint-Christophe. Certaines des terres sont attribuées à des personnes ayant servi pendant la guerre, des favoris des commandants ou du gouverneur de l'île, ou à des protestants français ayant juré allégeance à la Couronne britannique. En raison du fait du morcellement de ses parcelles, l'ancienne plantation française aura simultanément plusieurs familles de propriétaires.

#### Famille Stapleton

##### Frances Stapleton
En 1717, le colonel William McDowell assure la succession du domaine en faveur du général Walter Hamilton, qui vient d'être nommé gouverneur des Îles Sous-le-Vent britanniques pour la deuxième fois en 1715. Entre-temps, Hamilton épouse Frances Russel, veuve Stapleton, déjà propriétaire d'une plantation à Niévès et qui l'accompagne dans les Caraïbes, avant de revenir en Angleterre en 1718. Quatre ans plus tard, à la mort d'Hamilton, la propriété et ses esclaves reviennent à Dame Stapleton, veuve pour la seconde fois. Les terres de Saint-Christophe étant les plus fertiles des Antilles britanniques, la plantation sucrière devient la plus rentable des propriétés de la famille Stapleton.
En 1726, les terres de l’île capturées aux Français en 1702, sont alors mises sous le contrôle officiel d'une commission anglaise composée de trois hommes, qui les divisent en lots ne devant pas excéder à 200 acres (80 hectares). Comme la plantation de La Grande Montagne s'étale sur 333 acres, elle doit en céder 87 (acres) à John Harries et le reste de l’excédant est confié à Gilbert Fleming, l'un des trois commissaires.

Carte de l'île de Saint-Christophe en 1753.

Pour les 200 acres que les Stapleton conservent, en 1736, 133 esclaves sont encore dans la plantation. Ces années sont toutefois difficiles pour les planteurs, en raison de la sécheresse et d'insectes ravageurs. De plus, le gérant alcoolique de la plantation, David Stalker, laisse mourir 30 esclaves par négligence, avant de mourir de son addiction en 1738.

##### Héritiers de Frances Stapleton
À la mort de Frances Stapleton en 1746, ses biens et ses esclaves reviennent à ses huit petits enfants, encore mineurs,. Les héritiers, ne résidant pas sur place, et peu au fait de la gestion d'une exploitation agricole coloniale (réinvestissement, entretien, achat d'esclaves…), négligent la plantation dont la production se met à décliner. En 1761, 142 esclaves travaillent dans la plantation, dont la valeur est estimée à 25 000 livres sterling, et les profits annuels à 1 265 livres sterling. Alexander Douglas, qui devient cette année-là le nouveau gérant de la plantation, s'attèle à moderniser et rationaliser son exploitation. Dix ans plus tard, en 1771, le nombre d'esclaves est passé à 186, et la production de sucre et de rhum a nettement augmenté.
De 1774 à 1776, John Robinson s'occupe des deux plantations de la famille Stapleton. Pour le domaine de Fountain, il achète plus d'une cinquantaine d'esclaves supplémentaires, au prix fort, et se fait construire une nouvelle demeure dans la plantation. Son train de vie luxueux, ses dépenses mal avisées et ses malversations qui seront découvertes plus tard, endettent fortement la plantation et amènent la famille Stapleton à mettre fin à son contrat en 1776.

##### Catherine Stapleton
En 1776, Catherine Stapleton, petite-fille de Dame Frances, devient la principale propriétaire en rachetant presque toutes les parts des autres héritiers. En 1776, un automne très humide provoque une épidémie de fièvre et de dysenterie qui affecte un tiers de la population esclave. John Bryan, le gérant que Robinson avait engagé en 1775, traite alors très durement les travailleurs restés en bonne santé, afin de maintenir la production de la plantation. L'année suivante, quand le gouverneur John Nelson visite l'exploitation, celui-ci constate que les esclaves sont renfrognés et prompts à la mutinerie. Il condamne alors le manque d'humanité du gérant, se disant révolté par les menaces de châtiments proférées à l'encontre des travailleurs. De surcroît, pendant les moissons de cette même année, les esclaves désertent massivement le travail. La production de sucre n'est sauvée que par l'intervention de William Wharton, le procureur de la plantation, qui loue ses propres esclaves pour finir le travail. Finalement, en 1778, Nelson obtient le licenciement du gérant John Bryan, remplacé par Robert Thomson.

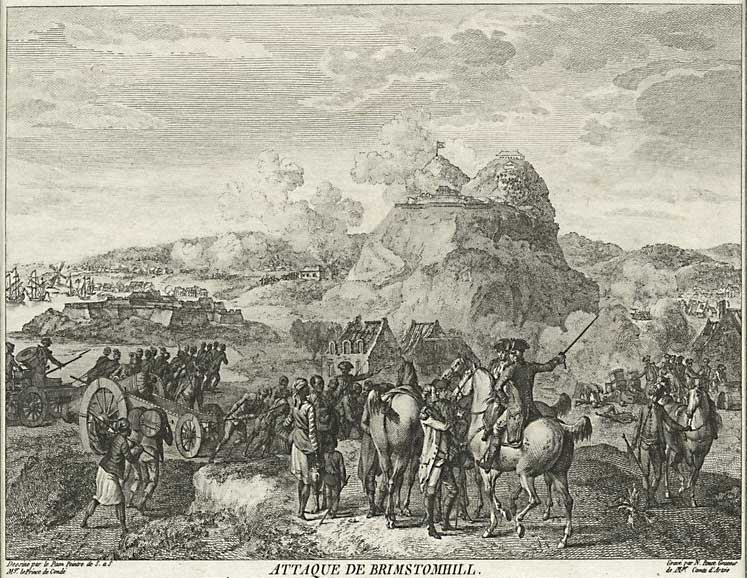
Siège de Brimstone Hill, aboutissant à la capture de l'île par les Français en février 1782.

Ce dernier, qui restera à cette fonction jusqu'en 1801, se montre très efficace dans la gestion de la plantation. Entre 1778 et 1788, les profits annuels atteignent 2 130 livres sterling, pour une propriété dont la valeur est alors estimée à 36 000 livres sterling. Il investit dans la modernisation de l'exploitation, remplace le moulin en bois par un en pierre, développe les cultures vivrières, et fait reconstruire la maison des maîtres en pin rigide. En 1780, conscient de sa bonne gestion, la famille le désigne comme procureur, en plus de gérant. Cette fonction lui laisse plus d'autonomie, notamment pour les achats d'esclaves. Toutefois, de 1780 à 1788, il n'en achète que neuf, préférant miser sur les naissances et le bon entretien des esclaves déjà présents. Leur nombre total passe alors de 194 à 213. Pendant l'occupation française de l'île (de février 1782 jusqu'à la fin de la Guerre d'indépendance des États-Unis en 1783), il réussit à maintenir la plantation. Dans les années qui suivent, la rentabilité de la plantation est diminuée par plusieurs sécheresses, et par l'invasion de la pyrale de la canne à sucre, particulièrement de 1787 à 1791.
Après le départ à la retraite de Thomson en 1801, la famille envoie un de ses membres sur l'île de Niévès, Mordaunt James Shipley, petit-fils de Catherien Stapleton, afin de superviser les deux plantations. Toutefois, le climat se révèle fatal pour lui, et il décède de la fièvre jaune en 1806, à l'âge de 26 ans. Entre 1789 et 1809, les profits annuels de la plantation se maintiennent à 2 066 livres sterling.

##### Stapleton Cotton, baron de Combermere

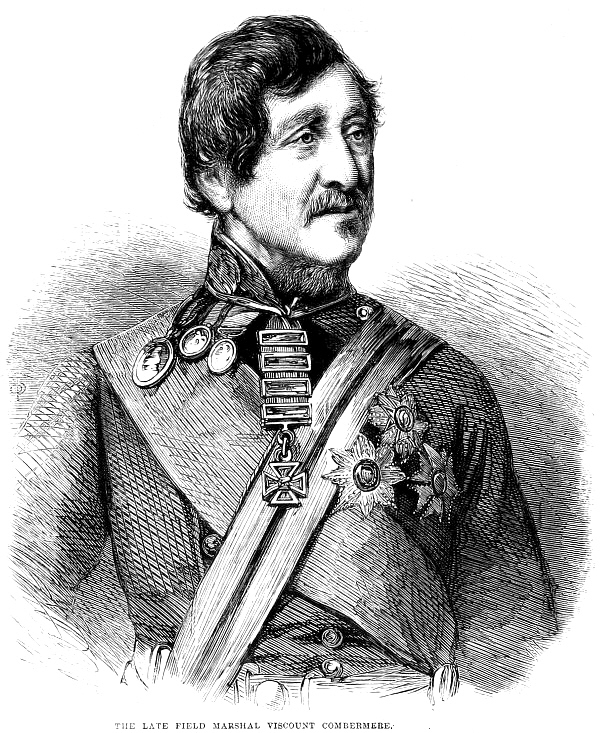
Stapleton Cotton, baron de Combermere.

En 1815, à la mort de Catherine Stapleton, ses parts majoritaires reviennent à deux neveux, le révérend William Cotton († 1853) et le général Stapleton Cotton, baron de Combermere (1773-1865). C'est toutefois ce deuxième qui de fait récupère l'ensemble des parts dans les plantations. En 1817, alors qu'il est gouverneur de la Barbade, il a l'occasion de venir voir ses plantations antillaises. En 1833, le Royaume-Uni abolit l'esclavage. Quatre ans plus tard, avec le Slave Compensation Act, le gouvernement britannique organise l'indemnisation des esclavagistes. Stapleton Cotton reçoit alors la somme de 7 195 livres sterling (équivalent à 726 445 £ de 2023) en compensation du préjudice financier causé par l'affranchissement de ses 420 esclaves, dont 227 pour la plantation de Saint-Christophe,. De nombreux affranchis refusant de travailler pour un salaire de misère, les planteurs sont confrontés à des problèmes de main-d’œuvre, auquel s'ajoute une baisse du prix du sucre. Pour contrer ces difficultés, Stapleton cherche à moderniser l'exploitation en la dotant d'une machine à vapeur pour la raffinerie, en fertilisant le sol avec du guano et en introduisant des bœufs d'origine indienne. En 1841, il agrandit l'exploitation en rachetant une plantation voisine de 175 acres.
En 1862, trois ans avant sa mort, Stapleton Cotton transmet les deux plantations familiales, à Saint-Christophe et à Niévès, à son fils le vicomte Wellington Henry Stapleton-Cotton (1818-1891). Ce dernier poursuit l'expansion familiale en agrandissant la plantation de Niévès, et en achetant trois nouveaux domaines à Antigua en 1865. À sa mort, les propriétés de Saint-Christophe-et-Niévès reviennent à son fils le colonel R. S. G. Stapleton-Cotton (1849-1925). En 1920, la plantation Stapleton de Saint-Christophe s'étale sur 716 acres. Il est probable que toutes leurs plantations ait été vendues peu après.

#### Famille Boyd
Lors de la vente du surplus de la plantation Stapleton en 1726, une partie est retenue par le commissaire Flemming qui, en 1732, vend les terres à Augustus Boyd, négociant arrivé à Saint-Christophe dans le but de faire fortune, et disposant d'alliances familiales avec les huguenots encore présents sur l'île. Bien qu'ayant plutôt réussi, ce dernier découvre qu'il peut gagner beaucoup plus d'argent à Londres en expédiant des fournitures pour les plantations. En 1748, avec d'autres associés à Londres, Boyd acquiert l'île de Bunce, au large des côtes africaines de la Sierra Leone, et s'engage dans la traite négrière en fournissant des travailleurs esclaves aux colonies d'Amérique du Nord.
Les entreprises de Boyd portent leurs fruits et, au milieu du XIXe siècle, son fils John occupe le poste de directeur de la Compagnie britannique des Indes orientales. Il est alors en mesure d'acheter 200 acres, ainsi que la propriété où il doit construire sa maison (Maison Danson (en)). Le registre des esclaves de 1817 montre que les Boyd ont le droit de propriété sur 438 travailleurs réduits en esclavage sur leurs deux domaines à Saint-Christophe.
À la veille de l'abolition britannique de l'esclavage en 1833, le domaine est la propriété de George Boyd, deuxième petit-fils d'Augustus, et compte encore 171 esclaves.

#### Famille Berkeley
En 1860, le domaine passe aux mains de la famille Berkeley. La propriété reste dans la famille jusqu'au milieu du XXe siècle.
La maison qui fut construite sur les fondations de la forteresse de De Poincy est passée entre les mains de J. Pereira, le gérant du domaine, quelque temps après 1964, et reste aujourd'hui encore entre les mains de ses héritiers.